# Paraclusivius tristis
Paraclusivius tristis är en insektsart som beskrevs av Ronald Gordon Fennah 1950. Paraclusivius tristis ingår i släktet Paraclusivius och familjen vedstritar.
Artens utbredningsområde är Sierra Leone. Inga underarter finns listade i Catalogue of Life.